# Hössjö
Hössjö är en utspridd by/bebyggelse, två mil sydväst om Umeå. SCB har för bebyggelsen avgränsat tre småorter Hössjö (västra delen), Hössjö  (norra delen) och Hössjö (östra delen), med sammanlagt 214 invånare (2010).

## Historia

### 1500-tal - 1600-tal
Hössjö är en medeltida by med sju bönder 1543. År 1636 fem bönder och år 1695 fanns 6 bönder.

### 1700-tal
Enligt en karta från 1719 fanns då sex gårdar i byn. Dessa låg i väster om Hössjön i en gles radby med nord-sydlig utbredning. Ängs- och åkermarken låg öster om gårdsraden mellan sjön och bebyggelsen samt öster om sjön och kring ån. Vid Mjösjön väster om byn fanns en fäbod. En väg eller stig gick mellan byn och fäboden.
Byn storskiftades 1792, då lade man ut 20 – 60 m breda skiften tvärs över dalen, från skogsbryn till skogsbryn. Enligt kartmaterial redovisas 11 gårdar. Förutom den glesa gårdsraden fanns nu en gård belägen nordväst om de övriga.

### 1800-tal
Pehr Stenberg nämner i sin sockenbeskrivning 13 bönder förutom soldater och inhyses i början av 1800-talet. Han nämner också att byn låg tätt under berget, dvs. Hössjöberget.
Vattenkraften utnyttjades flitigt. År 1826 fanns det 18 kvarnar fördelade på kvarnbäcken och Fungnäsbäcken. I jordeboken från 1850 beskrivs åkerjorden i byn som medelmåttigt god, ängarna förmånliga, skogen bergelig till husbehov, mulbetet svagt samt att det fanns en grovbladig såg. Storhässjorna för korn är ett nytt inslag i landskapsbilden, liksom den stora mängden lador.
Västerbottens första mejeri grundades i Hössjö år 1867.

#### Laga skifte
Skiftet företogs år 1855 och omfattade 18 skiftesdelägare samt tre soldater, nr 49 Tjäder, nr 50 Lydig och nr 51 Raderman. Laga skifteskartan visar bykärnan väster om sjön med i huvudsak trelängade gårdarna grupperade sig längs den krokiga byvägen i nord-sydlig riktning. En annan väg fanns norr om sjön. Ett gott stycke norr om bykärnan låg två gårdar på ömse sidor av Sågbäcken. De motsvarar idag Hössjö 3:4 samt Hössjö 8:11. Ytterligare en gård låg utanför bykärnan strax söder om Hömyrvägen öster om ån.
På ömse sidor om sjön fanns ängsmark. I ett stråk utanför ängsmarken låg åkermark. Åkermark fanns även i norr, mellan Fungnäsbäcken och Sågbäcken. Längs Kvarnbäcken i söder fanns sju kvarnar.
Av skiftets 18 hemmansägare ålades fyra utflyttning. Två av dessa flyttade norr om bykärnan, en nordväst om, och den fjärde flyttade till den östra sidan bydelen, som i och med laga skiftet börjar bebyggas. De tre soldattorpen förlades söder om byn, nuvarande Oskarshem och Hössjötorpet.

#### Hössjömordet
Den sista västerbottningen som avrättades bodde i Hössjö. Han hette Johan Natanaelsson och dömdes till döden för att uppsåtligen ha mördat sin svärfar. Avrättningen skedde den 24 augusti 1853. 

## Bebyggelse
Hössjö ligger i Sörmjöleåns (Sågbäckens) dalgång som sträcker sig från Brån söderut till Sörmjöle vid havet. Väster om den dalgången och nu uttorkade Hössjön ligger den ursprungliga bykärnan. Öster om dalgången finns den bebyggelse som påbörjades med utflyttning av gårdar i samband med laga skifte.
I Hössjö hittar man en väl bevarad ålderdomlig byprägel kring ett öppet odlingslandskap. Miljöerna bedöms som en av de kulturhistoriskt märkligaste bymiljöerna i Umeå och är därför bevarandevärda.

## Näringsliv
Hössjös näringsliv utgörs till största delen av enmans- eller familjeföretag som främst verkar inom skogs- och jordbruk. I byn finns bland andra en producent av ekologisk mjölk, några hantverkare, ett par hästföretag, en postorder- och internethandel.
Största arbetsgivaren är S O Larssons Maskin AB vars verksamhet sedan starten 1966 omfattar försäljning och service av lantbruksmaskiner, grönytemaskiner och snöskotrar.

## Kommunikationer

### Vägar
Två länsvägar går genom Hössjö. Det är också längs dessa vägar en stor del av byns hus står.
- Länsväg AC 512 som västerut leder till Gräsmyr, 14 km, och österut till Umeå, 22 km, via Kasamark, Yttersjö, Djäkneböle, Skravelsjö och Röbäck.
- Länsväg AC 524 som norrut leder till Överboda, 11 km, och söderut till Nyland, 6km, varifrån man kan köra vidare mot E4 vid Hörnefors, dit det är 17 km.

I byn finns också Kvarnbäcksvägen och Sågbäcksvägen. Dessa vägar är enskilda vägar som förvaltas av vägföreningar.

### Buss
Mellan Hössjö och Umeå kan man åka med Länstrafikens linje 105. Vardagar går det sju turer i vardera riktningen. Tidtabellen är anpassade för att passa resande till dagarbeten och skolor.